# Alexis Copello
Pour les articles homonymes, voir Copello.
Alexis Copello (né le 12 août 1985 à Santiago de Cuba) est un athlète cubain naturalisé azerbaïdjanais en 2017, spécialiste du triple saut.

## Carrière

### Sous les couleurs cubaines (2006 - 2016)
En 2006, Alexis Copello remporte la médaille d'argent du triple saut lors des Jeux d'Amérique centrale et des Caraïbes de Carthagène, derrière son compatriote Yoandri Betanzos. Sélectionné dans l'équipe de Cuba lors des Jeux olympiques d'été de 2008 à Pékin, il est éliminé au stade des qualifications avec un saut à 17,09 m. 
Il améliore son record personnel en plein air le 30 mai 2009 à La Havane avec 17,65 m (+0,1 m/s), avant de s'imposer lors des Championnats d'Amérique centrale et des Caraïbes devant son compatriote Yoandri Betanzos. Il participe aux Championnats du monde de Berlin et remporte la médaille de bronze avec un triple bond à 17,36 m réalisé à sa sixième et dernière tentative, s'inclinant face au Britannique Phillips Idowu (17,73 m) et au Portugais Nelson Évora (17,55 m).
Vainqueur des Championnats Ibéro-américains 2010 de San Fernando, en Espagne, Alexis Copello termine deuxième du classement général de la Ligue de diamant 2010 derrière le Français Teddy Tamgho, s'imposant notamment lors de la première étape à Doha, et se classant deuxième à Paris et à Bruxelles. Sélectionné dans l'équipe des Amériques lors de la première édition de la Coupe continentale, à Split, le Cubain prend la deuxième place du concours derrière le Roumain Marian Oprea.
Lors du meeting de Liévin, le 8 février 2011, il réalise un saut de 17,14 m, derrière le français Teddy Tamgho et ses 17,64 m, meilleure performance mondiale de l'année, mais devant le Roumain Marian Oprea (17,07 m). Le 17 juillet, il améliore de trois centimètre sa meilleure marque en réalisant 17,68 m (+1,6 m/s) à Ávila, en Espagne. Malgré un triple-bond à 17,47 m, il ne se classe que quatrième des Championnats du monde de Daegu, échouant à trois centimètres seulement de l'Américain Will Claye, médaillé de bronze. Il termine à la deuxième place de la Ligue de diamant 2011, derrière Phillips Idowu. Fin octobre à Guadalajara, en altitude, Copello s'adjuge le titre des Jeux panaméricains en atteignant la marque de 17,21 m. 
Il revient en forme en 2015 où il re-saute au dessus de 17 mètres avec exactement 17,15 à Rome. Il se classe cinquième du classement général de la Ligue de diamant.
Le 6 février 2016, lors du meeting de Karlsruhe, Copello établit la meilleure performance mondiale de l'année avec 16,99 m. Le 18 mai suivant, le Cubain se classe 3e du World Challenge Beijing avec 16,93 m, derrière les Chinois Dong Bin (17,24 WL) et Cao Shuo (16,98 m). Le 24 février 2017, il remporte le meeting de Madrid avec 17,10 m.

### Sous les couleurs azéries (2017)
Bien qu'il soit de retour sur les pistes depuis sa blessure en 2013, Alexis Copello ne participe à aucune compétition internationale majeure depuis les Jeux olympiques de Londres (8e). Les raisons seraient très probablement dû à son changement de nationalité pour l'Azerbaïdjan qui a été confirmée par l'IAAF en mars 2017 et qui exige une période d'un an et demi avant de pouvoir participer sous les couleurs du nouveau pays.
Il réalise sa première compétition sous les couleurs azéries lors du meeting de Doha où il termine 3e avec 16,81 m. Il devient ensuite vice-champion des Jeux de la solidarité islamique avec 16,90 m, derrière son compatriote Nazim Babayev (17,15 m). Le 27 mai 2017 à Eugene, il réalise son meilleur saut depuis 2012 avec 17,17 m. Le 10 août, il termine 5e des championnats du monde de Londres avec 17,16 m.
Le 15 février 2018, il termine 2e ex-aecquo du classement général du circuit mondial en salle de l'IAAF, derrière Nelson Évora. Le 3 mars, Copello échoue au pied du podium de la finale des championnats du monde en salle de Birmingham : auteur de 17,17 m, son meilleur saut de la saison, il doit nettement s'incliner pour le podium complété par Nelson Évora, 3e avec 17,40 m.
Le 4 mai 2018, lors de la Doha Diamond League, Copello termine 3e avec 17,21 m, son meilleur saut depuis 2011. Le 12 août, lors des championnats d'Europe de Berlin, il remporte sa première médaille internationale sous les couleurs de l'Azerbaïdjan en décrochant l'argent avec un saut à 16,93 m, derrière le Portugais Nelson Évora (17,10 m).
Il se classe 7e des championnats du monde 2019 à Doha avec 17,10 m.

## Palmarès
| Date                        | Compétition                                      | Lieu                               | Résultat          | Marque            |
| Représentant Cuba           | Représentant Cuba                                | Représentant Cuba                  | Représentant Cuba | Représentant Cuba |
| --------------------------- | ------------------------------------------------ | ---------------------------------- | ----------------- | ----------------- |
| 2006                        | Jeux d'Am. centrale et des Caraïbes              | Carthagène des Indes               | 2e                | 16,85 m           |
| 2008                        | Championnats d'Amérique centrale et des Caraïbes | Cali                               | 3e                | 16,91 m           |
| 2009                        | Championnats d'Amérique centrale et des Caraïbes | La Havane                          | 1er               | 17,33 m           |
| 2009                        | Championnats du monde                            | Berlin                             | 3e                | 17,36 m           |
| 2010                        | Championnats Ibéro-américains                    | San Fernando                       | 1er               | 17,28 m           |
| 2010                        | Ligue de diamant                                 | Ligue de diamant                   | 2e                | détails           |
| 2010                        | Coupe continentale                               | Split                              | 2e                | 17,25 m           |
| 2011                        | Championnats du monde                            | Daegu                              | 4e                | 17,47 m           |
| 2011                        | Ligue de diamant                                 | Ligue de diamant                   | 2e                | détails           |
| 2011                        | Jeux panaméricains                               | Guadalajara                        | 1er               | 17,21 m           |
| 2012                        | Championnats du monde en salle                   | Istanbul                           | 7e                | 16,92 m           |
| 2012                        | Jeux olympiques                                  | Londres                            | 8e                | 16,92 m           |
| 2015                        | Ligue de diamant                                 | Ligue de diamant                   | 5e                | détails           |
| 2016                        | Circuit mondial en salle de l'IAAF               | Circuit mondial en salle de l'IAAF | 3e                | détails           |
| 2016                        | Ligue de diamant                                 | Ligue de diamant                   | 2e                | détails           |
| Représentant l' Azerbaïdjan |                                                  |                                    |                   |                   |
| 2017                        | Jeux de la solidarité islamique                  | Bakou                              | 2e                | 16,90 m           |
| 2017                        | Championnats du monde                            | Londres                            | 5e                | 17,16 m           |
| 2018                        | Circuit mondial en salle de l'IAAF               | Circuit mondial en salle de l'IAAF | 2e                | détails           |
| 2018                        | Championnats du monde en salle                   | Birmingham                         | 4e                | 17,17 m           |
| 2018                        | Championnats d'Europe                            | Berlin                             | 2e                | 16,93 m           |
| 2018                        | Ligue de diamant                                 | Ligue de diamant                   | 7e                | 16,20 m           |
| 2019                        | Ligue de diamant                                 | Ligue de diamant                   | 5e                | 17,02 m           |
| 2019                        | Championnats du monde                            | Doha                               | 7e                | 17,10 m           |
| 2021                        | Championnats d'Europe en salle                   | Toruń                              | 2e                | 17,04 m           |
| 2022                        | Jeux de la solidarité islamique                  | Konya                              | 2e                | 16,40 m           |

## Records
| Épreuve     | Épreuve   | Marque  | Lieu   | Date            |
| ----------- | --------- | ------- | ------ | --------------- |
| Triple saut | Plein air | 17,68 m | Ávila  | 17 juillet 2011 |
| Triple saut | En salle  | 17,24 m | Liévin | 5 mars 2010     |